# Ala'ab Damanhour Stadion
Het Ala'ab Damanhour Stadion is een multifunctioneel stadion in Damanhur, Egypte. Het wordt meestal gebruikt voor voetbalwedstrijden. De voetbalclub Ala'ab Damanhour SC speelt in dit stadion zijn thuiswedstrijden. In het stadion is plaats voor 8.000 toeschouwers. 

## Afrikaans kampioenschap voetbal
Dit stadion werd gebruikt voor de Afrika Cup. Op de Afrika Cup van 1974 werden er wedstrijden gespeeld in dit stadion. Er waren 3 groepswedstrijden die hier werden gespeeld. 
| № | Datum        | Wedstrijd          | Uitslag | Afrika Cup |
| - | ------------ | ------------------ | ------- | ---------- |
| 1 | 3 maart 1974 | Zaïre – Guinee     | 2 – 1   | Groepsfase |
| 2 | 5 maart 1974 | Guinee – Mauritius | 2 – 1   | Groepsfase |
| 3 | 7 maart 1974 | Zaïre – Mauritius  | 4 – 1   | Groepsfase |